# Elezioni generali in Ecuador del 1998
Le elezioni generali in Ecuador del 1998 si tennero il 31 maggio per l'elezione del Presidente e il rinnovo del Congresso nazionale, con ballottaggio il 12 luglio per le elezioni presidenziali.
Fu eletto Presidente Jamil Mahuad, sostenuto da Democrazia Popolare-Unione Democratica Cristiana, che sconfisse il candidato del Partito Rinnovatore Istituzionale di Azione Nazionale, Álvaro Noboa.

## Risultati

### Elezioni presidenziali
| Candidati               | Partiti                                               | I turno   | I turno | II turno  | II turno |
| Candidati               | Partiti                                               | Voti      | %       | Voti      | %        |
| ----------------------- | ----------------------------------------------------- | --------- | ------- | --------- | -------- |
| Jamil Mahuad            | Democrazia Popolare-Unione Democratica Cristiana      | 1 342 114 | 34,92   | 2 243 000 | 51,17    |
| Álvaro Noboa            | Partito Roldosista Ecuadoriano                        | 1 022 667 | 26,61   | 2 140 481 | 48,83    |
| Rodrigo Borja Cevallos  | Sinistra Democratica                                  | 619 581   | 16,12   |           |          |
| Freddy Ehlers           | Pachakutik                                            | 566 917   | 14,75   |           |          |
| Rosalía Arteaga Serrano | Movimiento Independiente para una República Auténtica | 195 000   | 5,07    |           |          |
| Maria Eugenia Lima      | Movimento Popolare Democratico                        | 97 522    | 2,54    |           |          |
| Totale                  | Totale                                                | 3 843 801 | 100     | 4 383 481 | 100      |

### Elezioni parlamentari
| Liste                                               | Voti | % | Seggi |
| --------------------------------------------------- | ---- | - | ----- |
| Democrazia Popolare-Unione Democratica Cristiana    |      |   | 36    |
| Partito Sociale Cristiano                           |      |   | 27    |
| Partito Roldosista Ecuadoriano                      |      |   | 24    |
| Sinistra Democratica                                |      |   | 17    |
| Pachakutik                                          |      |   | 7     |
| Partito Conservatore Ecuadoriano - Unione Nazionale |      |   | 3     |
| Frente Radical Alfarista                            |      |   | 2     |
| Movimento Popolare Democratico                      |      |   | 2     |
| Concentración de Fuerzas Populares                  |      |   | 1     |
| Movimiento Ciudadanos Nuevo País                    |      |   | 1     |
| Altri                                               |      |   | 1     |
| Totale                                              |      |   | 121   |